# Purani
Purani é uma comuna romena localizada no distrito de Teleorman, na região de Muntênia. A comuna possui uma área de 20.02 km² e sua população era de 1716 habitantes segundo o censo de 2007.